# Junzi imperialis
Genre
Espèce
Junzi imperialis, unique représentant du genre Junzi, est une espèce éteinte de gibbons, retrouvée dans une tombe chinoise vieille de 2200 à 2 300 ans.
Cette espèce, largement répandue, pourrait avoir vécu jusqu'au XVIIIe siècle et serait l'une des premières espèces de singe à avoir disparu à la suite des activités humaines.

## Publication originale
- (en) Samuel T. Turvey, Kristoffer Bruun, Alejandra Ortiz, James Hansford, Songmei Hu, Yan Ding, Tianen Zhang et Helen Chatterjee, « New genus of extinct Holocene gibbon associated with humans in Imperial China », Science, Amérique septentrionale, AAAS, vol. 360, no 6395,‎ 21 juin 2018, p. 1346-1349 (ISSN 0036-8075 et 1095-9203, OCLC 1644869, PMID 29930136, DOI 10.1126/SCIENCE.AAO4903).